# Rafat Su’udi
Rafat Nabil Su’udi (arab. رأفت نبيل سعودي) – egipski zapaśnik walczący w stylu klasycznym. Złoty medalista igrzysk afrykańskich w 1987. Triumfator mistrzostw Afryki w 1985 i 1986 roku.